# Парламентский индемнитет
Под парламентским индемнитетом понимают привилегию депутата на свободные выступления и голосования в парламенте. Это означает, что он не несет ответственности за любые действия, совершенные им при исполнении служебных обязанностей (депутатский иммунитет). И даже после того, как депутат перестает быть членом парламента, никто не может привлечь его к ответственности за эти действия.
Индемнитетом также называют предусмотренное национальным законодательством вознаграждение депутатов за их деятельность, включающее в себя заработную плату, компенсацию за оплату проезда, пользование услугами связи, покрытие расходов на резиденцию, поездки.